# Halowe Mistrzostwa Świata w Lekkoatletyce 1995 – skok o tyczce mężczyzn
Skok o tyczce mężczyzn – jedna z konkurencji rozgrywanych podczas halowych mistrzostw świata w lekkoatletyce w 1995. Eliminacje miały miejsce 10 marca, finał zaś odbył się 11 marca.
Udział w tej konkurencji brało 29 zawodników z 23 państw. Zawody wygrał reprezentant Ukrainy Serhij Bubka. Drugą pozycję zajął zawodnik z Kazachstanu Igor Potapowicz, trzecią zaś ex aequo Okkert Brits (reprezentujący RPA) i Andrej Tiwontschik (reprezentujący Niemcy).

## Wyniki

### Eliminacje
Grupa A
| Miejsce | Zawodnik              | Państwo    | Wysokość (m) | Wysokość (m) | Wysokość (m) | Wysokość (m) | Wysokość (m) | Wynik końcowy | Uwagi |
| Miejsce | Zawodnik              | Państwo    | 5,30         | 5,40         | 5,50         | 5,60         | 5,65         | Wynik końcowy | Uwagi |
| ------- | --------------------- | ---------- | ------------ | ------------ | ------------ | ------------ | ------------ | ------------- | ----- |
| 1.      | Christos Palakis      | Grecja     | O            | O            | O            |              | O            | 5,65          |       |
| 2.      | Petri Peltoniemi      | Finlandia  |              | O            |              | O            | XXX          | 5,60          |       |
| 2.      | Javier García         | Hiszpania  |              | O            |              | O            | XXX          | 5,60          |       |
| 4.      | Danny Krasnov         | Izrael     |              |              | XO           | O            | XXX          | 5,60          |       |
| 5.      | Dmitri Markow         | Białoruś   | O            |              | XXO          | XXO          | XXX          | 5,60          |       |
| 5.      | Nuno Fernandes        | Portugalia | O            |              | XXO          | XXO          | XXX          | 5,60          |       |
| 7.      | Alain Andji           | Francja    | O            |              | XXX          |              |              | 5,30          |       |
| 8.      | Domitien Mestré       | Belgia     | XO           |              | XXX          |              |              | 5,30          |       |
| 8.      | Jean-Michel Godard    | Francja    | XO           |              | XXX          |              |              | 5,30          |       |
| 10.     | Konstantinos Tsatalos | Grecja     | XXO          | XXX          |              |              |              | 5,30          |       |
| 10.     | Krzysztof Kusiak      | Polska     | XXO          | XXX          |              |              |              | 5,30          |       |
| –       | Trond Barthel         | Norwegia   | XXX          |              |              |              |              | NM            |       |
| –       | Gianni Iapichino      | Włochy     | XXX          |              |              |              |              | NM            |       |

Grupa B
| Miejsce | Zawodnik           | Państwo           | Wysokość (m) | Wysokość (m) | Wysokość (m) | Wysokość (m) | Wysokość (m) | Wynik końcowy | Uwagi |
| Miejsce | Zawodnik           | Państwo           | 5,30         | 5,40         | 5,50         | 5,60         | 5,65         | Wynik końcowy | Uwagi |
| ------- | ------------------ | ----------------- | ------------ | ------------ | ------------ | ------------ | ------------ | ------------- | ----- |
| 1.      | Patrik Stenlund    | Szwecja           |              | O            |              | O            | O            | 5,65          |       |
| 1.      | Serhij Bubka       | Ukraina           |              |              |              |              | O            | 5,65          |       |
| 3.      | Igor Potapowicz    | Kazachstan        |              |              | X            |              | O            | 5,65          |       |
| 3.      | Nick Hysong        | Stany Zjednoczone |              |              | XO           | O            | O            | 5,65          |       |
| 3.      | Okkert Brits       | Południowa Afryka |              |              | XO           |              | O            | 5,65          |       |
| 6.      | José Manuel Arcos  | Hiszpania         | O            |              | O            | XXO          | O            | 5,65          |       |
| 7.      | Maksim Tarasow     | Rosja             |              |              |              |              | XO           | 5,65          |       |
| 8.      | Andrej Tiwontschik | Niemcy            |              |              | XO           |              | XO           | 5,65          |       |
| 9.      | Tim Bright         | Stany Zjednoczone |              |              | XO           | XO           | XO           | 5,65          |       |
| 10.     | Walerij Bukriejew  | Estonia           |              |              | O            |              | XXO          | 5,65          |       |
| 11.     | István Bagyula     | Węgry             | O            |              | O            | XXO          | XXX          | 5,60          |       |
| 12.     | Tim Lobinger       | Niemcy            | O            | O            | XO           | XXX          |              | 5,50          |       |
| 13.     | Martin Voss        | Dania             |              | XXO          | XXO          | XXX          |              | 5,50          |       |
| 14.     | Wadim Strogaljew   | Rosja             | O            |              | XXX          |              |              | 5,30          |       |
| 15.     | Jan Netscher       | Czechy            | XXO          |              | XXX          |              |              | 5,30          |       |
| –       | Peter Widén        | Szwecja           |              | XXX          |              |              |              | NM            |       |

### Finał
| Miejsce | Zawodnik           | Państwo           | Wysokość (m) | Wysokość (m) | Wysokość (m) | Wysokość (m) | Wysokość (m) | Wysokość (m) | Wysokość (m) | Wysokość (m) | Wysokość (m) | Wynik końcowy | Uwagi |
| Miejsce | Zawodnik           | Państwo           | 5,40         | 5,50         | 5,60         | 5,70         | 5,75         | 5,80         | 5,85         | 5,90         | 6,05         | Wynik końcowy | Uwagi |
| ------- | ------------------ | ----------------- | ------------ | ------------ | ------------ | ------------ | ------------ | ------------ | ------------ | ------------ | ------------ | ------------- | ----- |
| 01 !    | Serhij Bubka       | Ukraina           |              |              |              | O            |              |              |              | XO           | XXX          | 5,90          |       |
| 02 !    | Igor Potapowicz    | Kazachstan        |              |              | XXO          |              |              | XO           | XX           | X            |              | 5,80          |       |
| 03 !    | Andrej Tiwontschik | Niemcy            |              |              | O            |              | XO           |              | XXX          |              |              | 5,75          |       |
| 03 !    | Okkert Brits       | Południowa Afryka |              |              | O            |              | XO           |              | XXX          |              |              | 5,75          |       |
| 5.      | José Manuel Arcos  | Hiszpania         | O            |              | O            | O            | XXX          |              |              |              |              | 5,70          |       |
| 5.      | Nick Hysong        | Stany Zjednoczone |              | O            | O            | O            |              | XXX          |              |              |              | 5,70          |       |
| 7.      | Maksim Tarasow     | Rosja             |              |              | XO           |              |              | XXX          |              |              |              | 5,60          |       |
| 7.      | Javier García      | Hiszpania         | O            |              | XO           | XXX          |              |              |              |              |              | 5,60          |       |
| 9.      | Christos Palakis   | Grecja            | XO           | O            | XO           | XXX          |              |              |              |              |              | 5,60          |       |
| 10.     | Patrik Stenlund    | Szwecja           |              | O            |              | XXX          |              |              |              |              |              | 5,50          |       |
| 10.     | Petri Peltoniemi   | Finlandia         |              | O            |              | XXX          |              |              |              |              |              | 5,50          |       |
| –       | Tim Bright         | Stany Zjednoczone |              |              | XXX          |              |              |              |              |              |              | NM            |       |
| –       | Walerij Bukriejew  | Estonia           |              |              | XXX          |              |              |              |              |              |              | NM            |       |